# Bhatnaganur, Chikodi
Bhatnaganur là một làng thuộc tehsil Chikodi, huyện Belgaum, bang Karnataka, Ấn Độ.